# Doddakallur, Sakleshpur
Doddakallur là một làng thuộc tehsil Sakleshpur, huyện Hassan, bang Karnataka, Ấn Độ.